# Завет (1932 – 1933)
Вижте пояснителната страница за други значения на Завет.
„Завет“ е български вестник, излизал в 1932 – 1933 година в Пловдив, Царство България.

## История
Списван е от членове на Македонската младежка организация „Тодор Александров“. Печата се в печатница „Будител“ на Никола Г. Йонов. Излизат 3 броя. Вестникът е близък на михайловисткото крило на Вътрешната македонска революционна организация.